# DB-Baureihe E 50
Die Baureihe E 50 ist eine für die Deutsche Bundesbahn erstmals im Jahre 1957 gebaute Einheitselektrolokomotive für den schweren Güterverkehr. Sie wurde ab dem Jahr 1968 als Baureihe 150 geführt. Die letzten Exemplare wurden im Jahr 2003 von der Deutschen Bahn ausgemustert, das Auslauf-Bw der Fahrzeuge war Kornwestheim.

## Entwicklungsgeschichte
1950 beschloss der zuständige Fachausschuss der Bundesbahn die Beschaffung zweier Grundtypen von Elektro-Einheitslokomotiven mit weitgehend standardisierten Bauteilen. Dies sollten eine sechsachsige Güterzuglok auf Basis der Baureihe E 94 und eine an die Baureihe E 44 angelehnte Mehrzwecklokomotive sein. Die Führerstände sollten so gebaut werden, dass die Lokführer ihre Arbeit sitzend verrichten konnten. Bei allen vorherigen Baureihen mussten sie stehend fahren, um die Aufmerksamkeit zu erhöhen.
Die Mehrzwecklok erhielt zunächst den Arbeitstitel E 46, wurde jedoch in Baureihe E 10 umbenannt, nachdem sie durch Erhöhung der geforderten Höchstgeschwindigkeit formell eine Schnellzuglokomotive wurde. Die schwere Güterzuglok erhielt die Bezeichnung Baureihe E 50. Die Entwicklung, die zu weitgehend einheitlichen Baugruppen führte, begann 1952 mit der Lieferung von fünf Versuchslokomotiven der Baureihe E 10.0, in denen die Anforderungen des Bundesbahn-Zentralamts und die Vorstellungen der Hersteller verwirklicht waren.

## Serienfertigung und Einsatz
Die ab 1957 gebaute E 50 (ab 1968 als Baureihe 150 geführt) war die erste schwere Güterzug-Ellok des Einheitslokomotivprogramms. Bis 1973 wurden in mehreren Serien insgesamt 194 Lokomotiven geliefert, die zunächst die gleichen Aufgaben wie die schweren Lokomotiven der Baureihe E 94 vor dem Zweiten Weltkrieg übernahmen und diese später ersetzten.
Die Baureihe 150 fand ihren Nachfolger in der Baureihe 151, weil ihre Leistungsfähigkeit für das 1969 beschlossene neue betriebliche Leitprogramm für den schweren Güterzugdienst nicht mehr ausreichte. Zudem war seitens des Betriebsdiensts an der Baureihe 150 seit jeher kritisiert worden, dass ihre Zugkraft oberhalb von 80 km/h stark einbrach. Einsätze mit Geschwindigkeiten über 80 km/h bei höheren Zugkräften führten häufig zu Fahrmotorschäden. Erste nicht unfallbedingte Ausmusterungen gab es ab 1993, mit Erscheinen der modernen Drehstromlokomotiven der Baureihe 152 wurde die Baureihe 150 ab 1997 verstärkt ausgemustert. Letztes Bahnbetriebswerk für den Einsatz war Kornwestheim, von wo aus sie neben dem schweren Güterzugdienst auch im Schiebedienst auf der Geislinger Steige und der Spessartrampe eingesetzt wurden. Zum Jahresende 2003 schieden die Lokomotiven der Baureihe 150 vollständig aus dem Dienst bei der DB aus.

## Konstruktionsmerkmale
Wie alle Lokomotiven des Einheitslokomotivprogramms hatte die Baureihe E 50 bzw. die spätere 150 Drehgestelle als geschweißte Kasten-Konstruktionen mit Drehzapfen und geschweißte Kastenaufbauten mit waagerechten Lüfterlamellen der Bauart Schweiger. Die Kastenaufbauten hatten seitlich jeweils sechs Lüfter und zwei Fenster, wobei die Fenster auf beiden Seiten an unterschiedlicher Stelle saßen. Der Rahmen stützte sich über Schraubenfedern und Gummielemente auf die Drehgestelle ab. Die beiden Drehgestelle waren mit einer Querkupplung miteinander verbunden, um ein Anheben des vorderen Drehgestelles beim Anfahren schwerer Züge zu vermeiden. Als Bremse wurde eine indirekt wirkende Druckluftbremse Bauart Knorr und zum Rangieren eine direkt wirkende Zusatzbremse verwendet.
Auf dem Dach befanden sich die Scheren-Stromabnehmer Bauart DBS 54a, von denen die Leitungen zum Dachtrenner, Druckluft-Hauptschalter und Oberspannungswandler zur Überwachung der Spannung des Fahrdrahts ausgingen. An die Dreischenkel-Trafos mit Ölkühlung, ist das Schaltwerk (bis E 50 127 ein BBC N28I, ab E 50 128 ein SSW W29T) mit 28 Fahrstufen angeschlossen. Die Steuerung war als Nachlaufsteuerung ausgelegt, bei der der Lokführer die Fahrstufe vorwählt und das Schaltwerk die gewählte Stellung selbständig anläuft. Im Notbetrieb ist eine Handsteuerung über eine Kurbel oder, ab 150 128, mit einer Auf/Ab-Flippersteuerung möglich.
Die Fahrmotoren der Baureihe 150 tragen die Bezeichnung EKB 760 und sind kleiner, leichter und schwächer als die SSW-Motoren WBM372-22 der Baureihen 110 / 140. Gegenüber deren Nennleistung von 925 kW weisen sie nur eine solche von 735 kW auf. Sie sind zwölfpolig und stammen technisch von den in der E 94 verwendeten AEG-Motoren ab. Sechs Radiallüfter für jeden Fahrmotor sorgen für die Kühlung. Sollte der Lokführer vergessen, die Fahrmotorlüfter manuell einzuschalten, kommen diese ab Fahrstufe 9 automatisch. Die erste Serie der E 50 (001–025) erhielt noch den bewährten Tatzlager-Antrieb, da man dem Gummiringfeder-Antrieb der Siemens-Schuckertwerke (SSW) nicht zutraute, große Leistungen ohne übermäßigen Verschleiß auf die Schienen zu bringen. Nachdem sich diese Bedenken als unbegründet erwiesen hatten, erhielten auch die nachfolgenden E 50 den Gummiringfeder-Antrieb.
Auf dem Führerstand waren an Sicherheitseinrichtungen die mechanische oder elektronische Sicherheitsfahrschaltung, die punktförmige Zugbeeinflussung (zuletzt entsprechend den neuen Vorschriften mit Softwarestand der PZB 90) und Zugfunk-Geräte vorhanden.

## Bauartänderungen

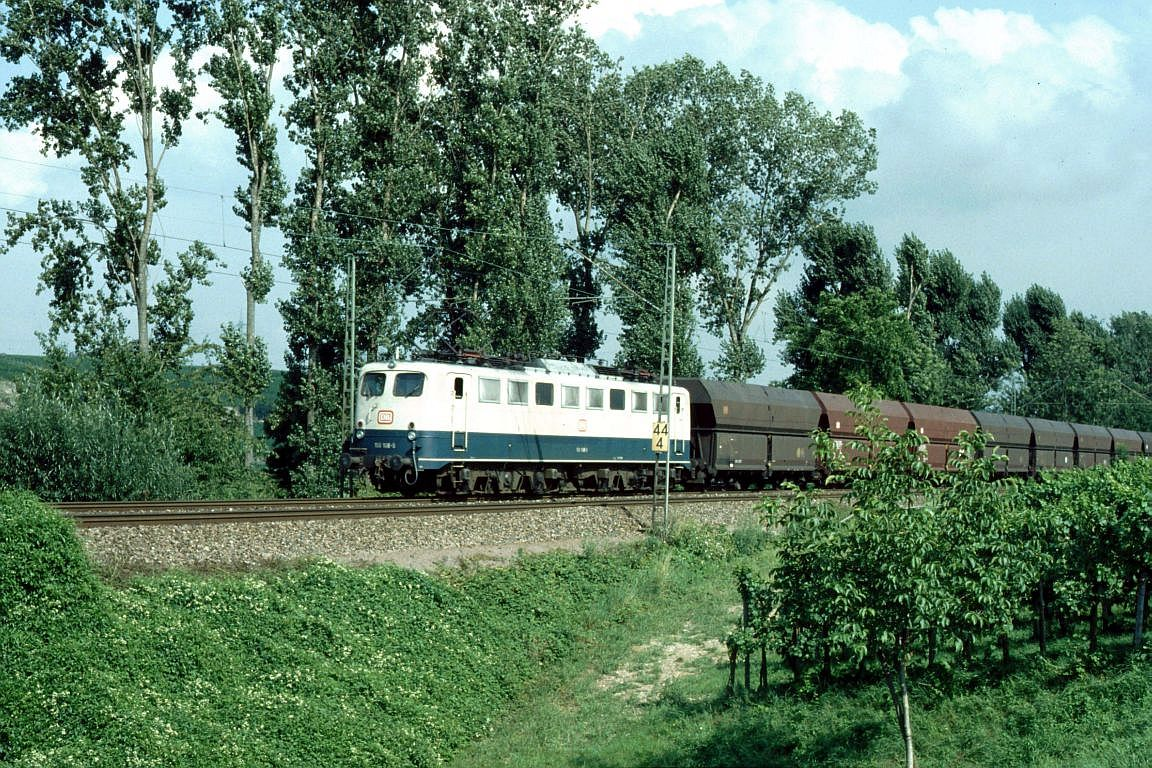
150 108 im blau-beigen Farbschema mit einem Kohle-Ganzzug (August 1993)

Ab 150 042 wurden Doppellampen und senkrechte Düsenlüftungsgitter ab Werk verbaut.
Ab 150 128 wurde ab Werk das damals von SSW neu-entwickelte Schaltwerk W29T mit Thyristorlastschaltern verbaut. Dadurch konnte auf den Überschaltwiderstand und Widerstandlastschalter verzichtet werden, da die Thyristoren den Laststrom viel schneller und lichtbogenfrei abschalten, sowie immer im Nulldurchgang des Stromes schalten und die mechanische Trägheit nicht mehr gegeben ist. Ebenso bekamen die 150er ab dieser Nummer eine geänderte Dachhaube für die Trafoaufnahme. Viele 150er älterer Bauart bekamen bei Trafo- oder Schaltwerkschäden ebenso ein W29T eingebaut. Dieses sehr zuverlässige und verschleißarme Schaltwerk verrichtet auch in den Baureihen 140, 110 (spätere Bauserien), 111 und 151 seinen Dienst.
Auch ab 150 128 entfielen die Regenrinnen.
Ab 150 156 wurden die Lokomotiven mit Verschleißpufferbohle und integrierten Heizscheiben im Führerstand abgeliefert, außerdem gab es eckige Klatte-Lüftungsgitter.
Ab 150 165 verzichtete man auf die Querkupplung, weil man einen höheren Verschleiß der Schienen vermutete, allerdings war damit eine deutlich verringerte Anfahrzugkraft verbunden.
Ebenso wurde ab dieser Serie die Drehzapfenlagerung in die Form der später auch bei der Baureihe 151 verwendete abgeändert und es wurden Flexicoil-ähnliche Federn verwendet und erst später nachträglich Schlingerdämpfer zur Stabilisierung seitlich vom Lokkasten zu den Drehgestellen hin angebaut, um das Aufschaukeln der Maschinen etwas abzumildern. Ebenso bekamen diese Maschinen einen Schienenräumer angebaut.

## Museumsloks

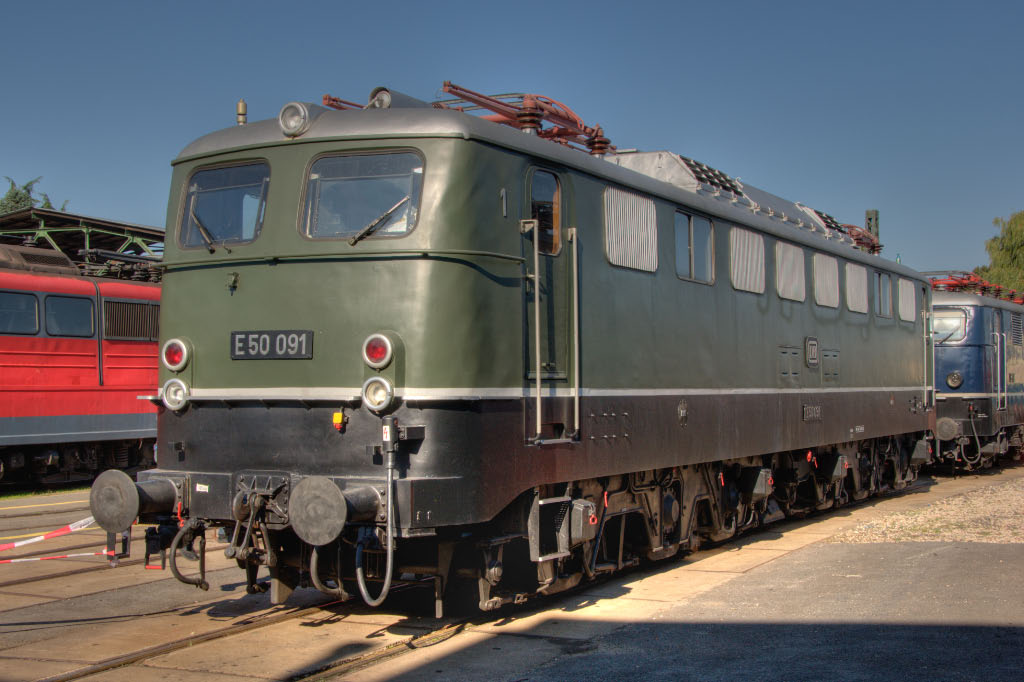
E 50 091 im Ablieferzustand als Museumslok

Die DB verschrottete fast alle ihre Loks der Baureihe 150 in den Jahren 2003/04.
Erhalten geblieben sind nur zwei Maschinen als Museumsloks im DB Museum Koblenz:
- 150 091 als E 50 091 annähernd im Ablieferungszustand
- 150 186 im letzten Betriebszustand in verkehrsroter Lackierung

Damit sind eine 150 der ersten Bauserie und eine 150 der letzten Bauserie erhalten geblieben. Die 150 186 ist eine der mit Schweizpaket ausgerüsteten 150er; sie besitzt ein Schweizer Stromabnehmer-Schleifstück und den Schweizer Zugbahnfunk.